# Sandıklıspor
Sandıklıspor ist ein türkischer Fußballverein aus der Kreishauptstadt Sandıklı aus dem gleichnamigen Landkreis in der Provinz Afyonkarahisar.

## Geschichte
Der Verein wurde 1986 in der Kreishauptstadt Sandıklı aus dem gleichnamigen Landkreis in der Provinz Afyonkarahisar unter dem Namen Sandıklıspor gegründet. Unmittelbar nach seiner Gründung nahm der Verein in der damals dritthöchsten türkischen Spielklasse, der heutigen TFF 2. Lig, am Wettbewerb teil. Der Verein änderte mehrfach seinen Namen und hieß zeitweilig Yeni Sandıklıspor und später Sandıklı Belediyespor.
Nach elfjähriger Abstinenz von türkischen Profifußball stieg der Verein zum Sommer 2011 in die niedrigste türkische Profiliga, in die viertklassige TFF 3. Lig, auf. Ein Jahr nach diesem Aufstieg nannte sich der Verein im Sommer 2012 wieder in Sandıklıspor um. Unter diesem Namen spielte der Klub ein Spiel. Im Sommer 2013 wies der türkische Fußballverband Sandıklıspor darauf hin, dass es in der Provinz Aydın bereits einen gleichnamigen Amateurklub gebe, und forderte ihn zu einer Namensänderung auf. Dieselbe Forderung richtete der Verband auch an den Amateurverein. Der  Viertligist Sandıklıspor änderte seinen Namen in Elibol Sandıklıspor.
Ab der Saison 2014/15 wurde nannte sich der Verein wieder nur Sandıklıspor. In der Saison 2015/16 verfehlte der Verein den Klassenerhalt in der TFF 3. Lig und stieg in die Amateurliga ab.

## Chronologische Reihenfolge der Vereinsnamensänderungen
- ?–?: Sandıklıspor
- ?–?: Yeni Sandıklıspor
- ?–2011: Sandıklı Belediyespor
- 2012–2013: Sandıklıspor
- 2013–2014: Elibol Sandıklıspor
- seit 2014: Sandıklıspor

## Trainer (Auswahl)
- Özgür Ataçoğlu
- Cafer Aydın
- Murat Bölükbaşı
- Selim Özer

## Präsidenten (Auswahl)
- Hasan Tekin